# 교황 레오 9세
교황 레오 9세(라틴어: Leo PP. IX, 독일어: Papst Leo IX., 이탈리아어: Papa Leone IX)는 제152대 교황(재위: 1049년 2월 12일 ~ 1054년 4월 19일)이다. 독일의 귀족 출신인 그는 교황으로 재임하는 동안 이탈리아 중부의 강력한 권세를 가진 지도자 가운데 한 사람으로 두각을 드러냈다. 로마 가톨릭교회에 의해 성인으로 시성되었으며, 축일은 4월 19일이다.
레오 9세는 역사적으로 중세 독일인 교황들 가운데 가장 중요한 인물로 여겨지고 있다. 그는 콘스탄티노폴리스 총대주교에게 보낸 서찰에서 콘스탄티누스의 기증을 언급함으로써 서방 교회와 동방 교회의 분열을 초래하였다.

## 생애 초기
브루노는 현재 프랑스 영토인 알자스 북부 에기스하임에서 위그 백작과 그의 아내 헤일위그 사이에서 아들로 태어났다. 그의 집안은 귀족 집안으로, 부친 위그 백작은 콘라트 2세 황제와 사촌지간이었다. 브루노는 툴에서 공부를 마치고 성공적으로 사제품을 받았으며, 1026년에는 주교품을 받았다. 주교가 된 브루노는 자신의 친척인 콘라드 2세와 이후 하인리히 3세 황제에게 있어 중요한 정치적 동반자가 되어주었다. 그는 자신의 사목권 예하에 있는 여러 수도원을 자주 찾거나 회의를 소집하여 클뤼니 수도원의 규칙을 널리 전파하는 등 성실하고 개혁적인 성직자로 명성이 자자하였다.

## 교황 선출
1048년 교황 다마소 2세가 선종하자 그 해 12월에 보름스에서 소집된 회의에서 브루노가 다음 교황으로 지명되었다. 황제와 로마의 사절단 모두 이에 동의하였다. 하지만 정작 브루노 본인은 교회법에 따른 선거를 원했기 때문에, 후임 교황은 로마로 가서 로마 교구의 성직자들과 교구민들의 목소리에 따라 자유롭게 선출되어야 한다고 주장하였다. 크리스마스 다음날 바로 출발한 브루노는 브장송에서 클뤼니의 위그 아빠스를 만났으며, 훗날 교황 그레고리오 7세가 되는 젊은 수도자 일데브란도가 이 때 브루노의 여정에 동참하였다. 브루노는 다음해 2월 순례자 차림으로 로마에 도착하여 시민들의 열렬한 환영을 받았으며, 마침내 로마 교구의 성직자들과 시민들의 요청에 따라 교황직을 수락하여 레오 9세라는 이름으로 로마 주교좌에 착좌하여 교황이 되었다. 새 교황의 주위에는 젊은 개혁가들이 여러 명 있었다. 르미르몽의 위그, 로렌의 프레데리크, 훔베르트, 일데브란도 등 모두가 쟁쟁한 인물들이었다.

## 교황

### 개혁 활동
레오 9세는 가톨릭 개혁에 임하는데 있어 전통적인 도덕상을 제시하였다. 교황이 된 후 그의 첫 번째 공적 활동은 1049년 예수 부활 대축일에 시노드를 소집한 것이었는데, 이 시노드에서는 (차부제까지 포함한) 성직자들의 독신을 재차 요구하였다. 또한 시노드 회의장에서 레오 9세는 성직매매를 반대하는 자신의 확고한 신념을 관철시키는데 성공하였다. 뒤이은 그 해의 대부분은 이탈리아와 독일, 프랑스 전역에 대한 사목 방문으로 할애하였는데, 이는 레오 9세의 뚜렷한 특징을 보여준다고 할 수 있다. 파비아에 소집된 시노드를 주관한 레오 9세는 이후 작센에서 하인리히 3세와 만나 쾰른과 아헨까지 그와 동행하였다. 그리고 그는 랭스에서 고위 성직자들과 만남의 자리를 가졌는데, 이 자리에서 몇 가지 중요한 교회 쇄신 방안이 합의되었다. 마인츠에서는 주로 이탈리아와 프랑스, 독일의 성직자들이 대거 모인 교회회의를 소집했으며, 동로마 제국의 황제가 보낸 사절단도 참석했다. 마인츠 교회회의에서도 주요 안건은 성직매매와 성직자의 혼인 문제였다.
로마로 돌아온 레오 9세는 1050년 4월 29일 예수 부활 대축일에 재차 시노드를 소집하였다. 이 시노드에서는 성체 교리를 잘못 가르친 투르의 베렌가리우스의 주장을 단죄하는 문제를 다루었다. 같은 해에 그는 살레르모와 시폰토, 베르첼리 등에서 지역 공의회를 소집하였으며, 9월에는 모국인 독일을 재차 방문한 후 제3차 예수 부활 대축일 시노드 일정을 맞춰 로마로 돌아갔다. 이 시노드에서는 성직매매로 주교가 된 이들에 의해 사제품을 받은 이들을 재서임해야 하는지 여부를 놓고 토론이 벌어졌다.

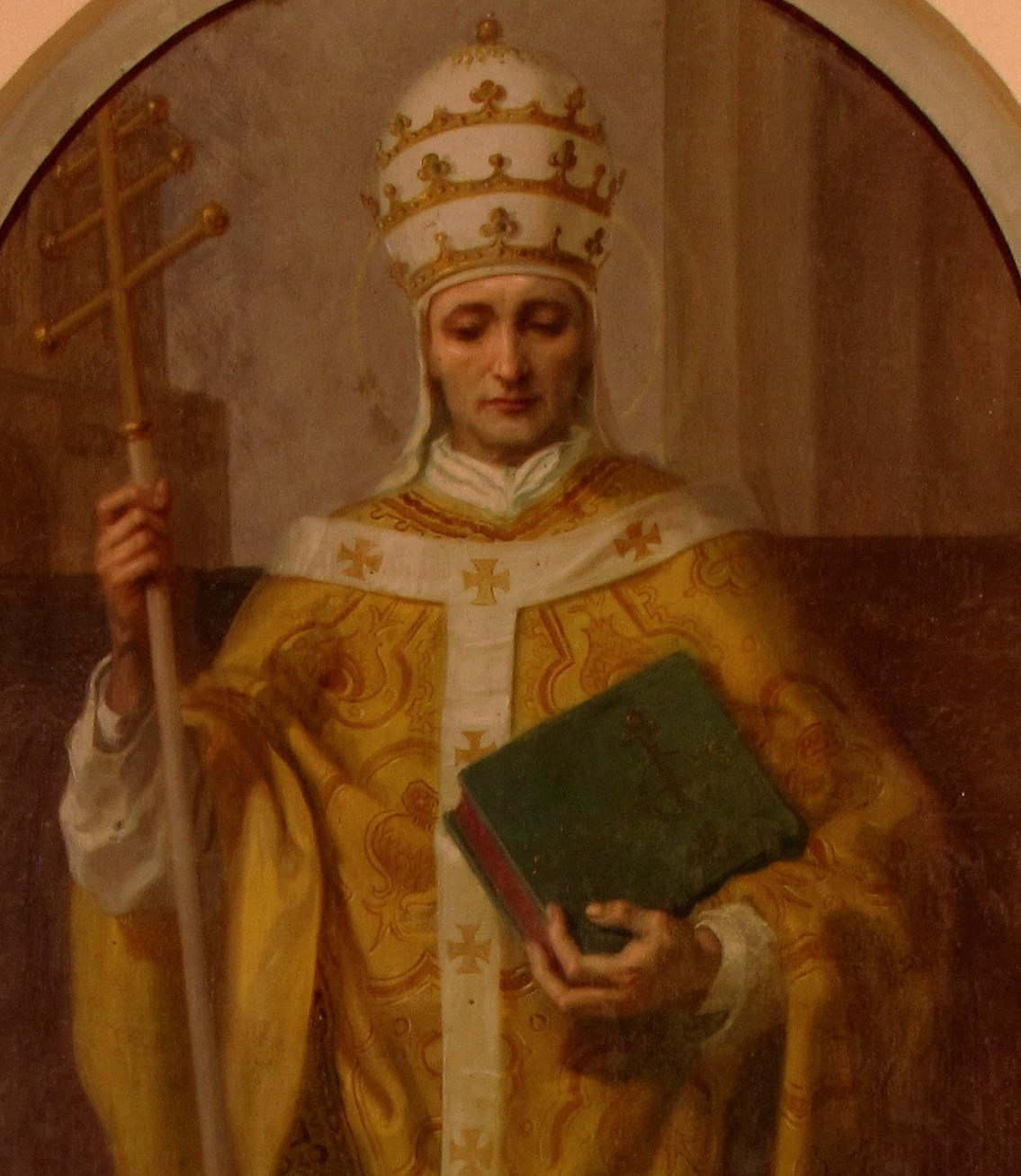

1052년 레오 9세는 프레스부르크에서 신성 로마 제국의 황제와 만나 헝가리인들로부터 항복을 받아내려 했으나 실패로 끝났다. 레겐스부르크와 밤베르크, 보름스에서는 교황의 방문을 장엄한 교회 예식으로 맞이하였다.

### 노르만족과의 갈등
이탈리아 남부는 노르만족의 계속된 침략으로 신음하고 있었는데, 동로마 제국은 이를 타개하고자 교황에게 도움을 요청하였다. 아풀리아의 윌리엄에 의하면, 동로마 제국은 레오 9세 교황에게 이탈리아를 해방시켜 자유를 되찾게 해주고, 아풀리아 지역을 장악해 그곳 주민들을 억압하고 있는 저 악랄한 민족이 속히 물러나게 해달라고 간청했다고 한다. 1053년 제4차 예수 부활 대축일 시노드가 폐막된 후, 레오 9세는 직접 이탈리아인 병사들과 슈바벤 용병들로 구성된 군대를 이끌고 노르만족 군대를 격퇴하러 출병하였다. 독실한 그리스도인들이었던 노르만족은 자신들의 영적 지도자인 교황과 싸우기를 꺼려하여 협상을 요청했으나, 슈바벤 용병들이 그들을 조롱하자 결국 전투가 벌어지게 되었다.
레오 9세가 직접 군대를 이끌었지만, 그의 군대는 1053년 6월 15일 치비타테 전투에서 대패하였다. 1053년 6월에서 1054년 3월까지 레오 9세는 노르만족에게 항복한 후, 베네벤토에 인질로 잡혀 지냈다. 하지만 포로의 신분임에도 불구하고 그들에게 융숭한 대접을 받았다. 결국 노르만족의 칼라브리아와 아풀리아에 대한 지배권을 인정하는 조건으로 풀려나 로마로 돌아왔으나, 오래 살지 못하고 1054년 4월 19일에 선종하였다.

### 동서교회 대분열
생전에 콘스탄티누스의 기증이 진짜라고 믿었던 레오 9세는 1054년 콘스탄티노폴리스 총대주교인 미카엘 케룰라리오스에게 서신 하나를 보냈는데, 서신의 많은 부분이 콘스탄티누스의 기증을 인용하는데 할애하였다. 당시 상황에 대해 1913년판 가톨릭 백과사전 제5권 콘스탄티누스의 기증편 120페이지에 다음과 같은 내용이 나온다.
“콘스탄티누스의 기증을 공식적으로 인정하고 언급한 교황은 레오 9세가 최초였다. 1054년 미카엘에게 보낸 서신에서 그는 성좌가 하늘과 땅을 모두 아우르는 왕적 사제직을 지니고 있음을 알리기 위해 콘스탄티누스의 기증을 인용하였다.”
레오 9세는 미카엘 총대주교에게 콘스탄티누스의 기증은 위작이 아니라 콘스탄티누스 황제가 진짜로 작성한 것이라면서, 그렇기 때문에 오직 베드로 사도의 후계자인 교황만이 전체 교회의 최고 수위권을 지닌다고 주장하였다. 레오 9세는 선종하기 전에 콘스탄티노폴리스 교회에 실바칸디다의 훔베르트 추기경을 교황 특사 자격으로 파견하였다. 훔베르트 추기경은 콘스탄티노폴리스 총대주교를 파문하는 교서를 전달함으로써 상황을 신속하게 처리하였다. 당시 그의 행동은 이미 교황이 선종한 후에 독단적으로 행동한 일이었기 때문에 교회법적으로 무효였지만, 이에 반발한 미카엘 총대주교가 훔베르트 추기경과 그의 수행원들을 파문하는 교서를 내는 것으로 맞대응함으로써 1054년 동서교회 대분열이 일어나게 되었다.